# Tarifsystem (Öffentlicher Personenverkehr)
Durch ein Tarifsystem wird im öffentlichen Personenverkehr festgelegt, nach welchen Regeln der Preis für eine Fahrt zwischen Start- und Zielhaltestelle bestimmt wird. Ein Tarifsystem besteht aus einer Tarifstruktur und einem Sortiment darauf aufbauender Fahrkartenarten.

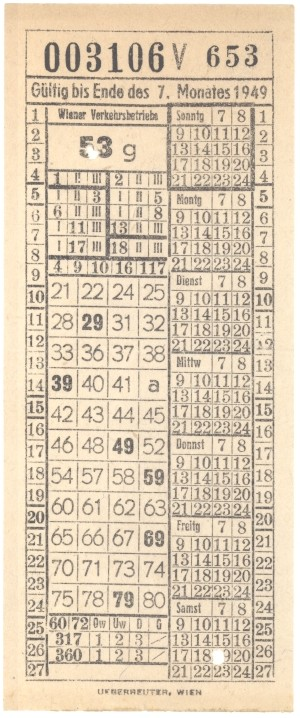
Fahrschein, gelocht für Fahrtantritt Samstag zwischen 18 und 19 Uhr, Juli 1949 auf der Linie 53 der Wiener Verkehrsbetriebe

## Geschichte
Ursprünglich gab es getrennte Tarifsysteme für alle Verkehrsträger, wobei Eisenbahngesellschaften oft umfassendere Systeme mit Geltungsbereichen für ganze Staatsgebiete entwickelten. Der Fahrgast erwarb jeweils einen Fahrschein, der von einem Schaffner entwertet wurde. Bei jedem Wechsel des Verkehrsträgers und häufig auch bei jedem Umsteigen musste ein neuer Fahrschein erworben werden, der vom Einstiegspunkt bis zum Endpunkt einer Linie gültig war. Dieses System hielt sich in vielen osteuropäischen Ländern bis in die 1990er Jahre hinein, da hier hoch subventionierte Fahrscheine ausgegeben wurden, die aber nur für eine Fahrt auf einer Linie ohne Umsteigeberechtigung gültig waren. Für Berufstätige und Schüler gab es daneben aber auch streckenbezogene Wochen- und Monatskarten.
Der heutige öffentliche Personennahverkehr (ÖPNV) hat jedoch auch andere Tarifsysteme entstehen lassen. Zunächst wurden Umsteige-Tickets eingeführt, die beim Umsteigen erneut zu entwerten waren. Um auszuschließen, dass diese für eine Rückfahrt genutzt werden können, benutzte man eine Lochzange statt der Entwertung durch einfaches Einreißen. Aus der Position der Lochung auf dem Fahrschein konnte jetzt die Fahrtrichtung abgelesen werden. In den 1950er Jahren kam dann vermehrt der TIM-Drucker zum Einsatz, durch den die Fahrscheine mit Liniennummer, Fahrtrichtung und Uhrzeit bedruckt und hierdurch entwertet werden konnten.
Das „Wirtschaftswunder“ Anfang der 1960er Jahre führte in Westdeutschland zu einem Arbeitskräftemangel und hohen Lohnkosten. Daher ersetzten viele Nahverkehrsbetriebe ihre Schaffner, indem sie die Fahrscheine von den Fahrern verkaufen ließen. Später erfolgte der Fahrkartenverkauf zunehmend durch Fahrkartenautomaten. Durch Mehrfahrten- und Tageskarten sollte der Kartenverkauf zusätzlich eingeschränkt werden, weshalb viele Betriebe druckende Entwerter installierten. Auch in Osteuropa gab es durch den Arbeitskräftemangel keine Schaffner mehr. Hier erfolgte der Fahrkartenverkauf jedoch in Verkaufsstellen oder aus Zahlboxen. Kontrolleure übernahmen die stichprobenhafte Kontrolle der Fahrgäste.
Die Fahrgäste mussten sich nun selbst über die geltenden Tarife für ihre Fahrtstrecke informieren und die Kontrolleure mussten sich immer mehr Spezialwissen aneignen, da die Fahrkartensortimente zunehmend komplexer wurden. Allerdings sollte jetzt auch der Wechsel zwischen den Verkehrsträgern erleichtert werden, weshalb zunehmend Verkehrsgemeinschaften und -verbünde entstanden. Auf die Tarifsysteme wirkte sich dies dadurch aus, dass Gebiets- und Zonentarife entwickelt oder auch Einheitstarife für große Stadtgebiete wie Berlin eingeführt wurden. Spezielle Kurzstreckenfahrscheine sollten den auf lange Fahrtstrecken ausgelegten und damit für Kurzfahrten über nur wenige Haltestellen zu hohen Tarifen entgegenwirken.

## Fahrkartensortimente
Ein Fahrkartengrundsortiment besteht in der Regel aus Einzelfahrkarten, preislich reduzierten Mehrfahrtenkarten und Zeitkarten wie Tages-, Wochen- und Monatskarten. Möglich sind auch ermäßigte Rückfahrkarten für eine Hin- und Rückfahrt. Dieses Grundsortiment kann ergänzt werden durch
- Zuschlagstickets (beispielsweise für die Benutzung der ersten Wagenklasse oder von zuschlagpflichtigen Verkehren wie Schnellbussen oder Anruf-Sammel-Taxis),
- Ergänzungstickets (unter anderem Anschlusstickets bei Überschreitung eines Zeitkarten-Geltungsbereiches) und
- Zusatztickets wie beispielsweise für die Gepäck-, Tier- oder Fahrradbeförderung.

Einzelfahrkarten sind innerhalb eines Geltungszeitraumes für eine Fahrt in Richtung auf das Fahrtziel gültig, Rück- und Rundfahrten sind dabei ausgeschlossen. Alternativ dazu existieren bisweilen auch Kurzzeittarife, bei denen der Fahrpreis allein danach bestimmt wird, wie lange ein Verkehrsmittel genutzt wird. Hier sind dann beliebige Fahrtunterbrechungen, Umsteigen sowie Rück- und Rundfahrten gestattet. Kurzzeittarife sind von der Handhabung her recht einfach, da bei ihnen keine Entfernungen, Zahl an Haltestellen oder Tarifzonen beachtet werden müssen.
Zu den einzelnen Fahrkartenarten erfolgen in den Tarifbestimmungen nähere Beschreibungen. Besondere Bestimmungen und Bedingungen gibt es unter anderem für die Beförderung von Schwerbehinderten.

## Tarifstrukturen

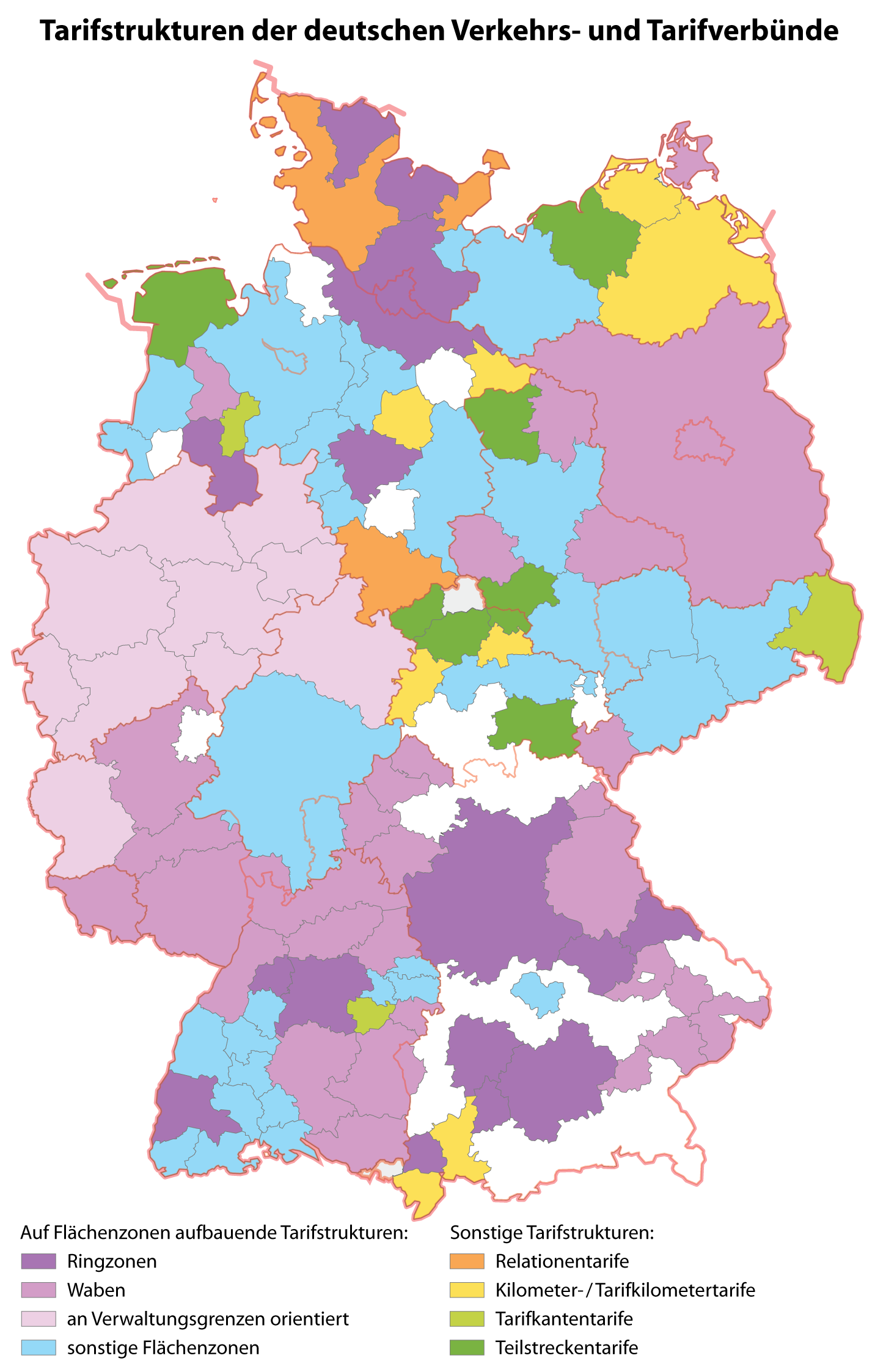
Tarifstrukturen der Deutschen Verkehrs- und Tarifverbünde.

### Kostenfreier Nahverkehr
Der kostenfreie Nahverkehr für alle Menschen oder bestimmte Personengruppen oder zu bestimmten Zeiten ist eine Alternative im öffentlichen Personenverkehr zum Transport per Tarifsystem mit einem Sortiment darauf aufbauender Fahrkartenarten.
Für die Fahrt ist kein Fahrpreis zu entrichten. In vielen Städten finden sich auch partielle Realisierungen eines kostenfreien Nahverkehrs, d. h. dieser gilt nur für bestimmte Verkehrsarten, Linien, Betriebszeiten oder Personengruppen, wie beispielsweise Schwerbehinderte mit bestimmten Merkzeichen (bundesweit durch die Unentgeltliche Beförderung), Senioren, Veteranen oder Kinder. Oft ist kostenfreier Nahverkehr auf Einwohner einer Gemeinde oder Region beschränkt. Realisierbar ist dies, da Ticketerlöse nur einen Teil der tatsächlichen Kosten widerspiegeln, sowie unter der Bereitschaft, gesamtgesellschaftliche Nutzeneffekte höher zu gewichten. Auch der Autoverkehr arbeitet nicht kostendeckend und muss laut Verkehrsclub Deutschland aus allgemeinen Mitteln mit jährlich rund 150 Euro pro Person subventioniert werden.

### Bürgerticket/Mobilitätspass/Nahverkehrsabgabe/Solidaritätstarif
Bestimmte Personengruppen – zum Beispiel alle Personen mit Hauptwohnsitz in einer Stadt, alle Studenten lokaler Hochschulen oder alle Gäste eines Kurorts – entrichten jährlich („Bürgerticket“ bzw. „Mobilitätspass“), je Semester (Semesterticket) bzw. pro Übernachtung („Orts-“ bzw. „Kurtaxe“) oder (bei Nutzung eines eigenen Fahrzeugs) eine pauschale Nahverkehrsabgabe, um den örtlichen ÖPNV attraktiver und finanziell nachhaltiger zu gestalten. Es handelt sich hierbei um eine Realverkehrsteuer.
Dies erlaubt ihnen nach dem Solidaritätsprinzip die unbegrenzte Nutzung der öffentlichen Verkehrsmittel im jeweiligen Gebiet, ohne dass ein weiteres Ticket erworben werden muss. Das Modell basiert auf einer Mischkalkulation, das heißt, diejenigen Beitragszahler, die das Angebot gar nicht nutzen, subventionieren die tatsächlichen Fahrgäste und die Ausgaben kommen nicht allein aus Steuermitteln. Neben dem Semesterticket und dem ÖPNV-Anteil der Kurtaxe können auch andere Zeitkarten wie zum Beispiel die BahnCard 100 als Flatrate-Modelle für den öffentlichen Verkehr und insofern als Vorläufer für Bürgertickets angesehen werden; bei diesen Zeitkarten besteht allerdings keine Verpflichtung zum Kauf. 
Zur Umsetzung einer Nahverkehrsabgabe sind verschiedene Modelle genannt worden, deren Definition daraus besteht, dass für den Kreis der Betroffenen eine Zahlungspflicht besteht und die Mittel zweckgebunden als Lenkungsabgabe für den ÖPNV eingesetzt werden, darunter befinden sich:
- eine „Halterabgabe“, bei der alle Fahrzeughalter eine Abgabe (zusätzlich zur Kraftfahrzeugsteuer) zahlen, wobei der Betrag für den ersten Kraftwagen höher oder niedriger sein kann als für weitere;[5]
- eine Straßenbenutzungsabgabe (Innenstadtmaut), auch „Innenstadtzufahrtsabgabe“ oder „Citymaut“ genannt.[6] Diese wird in Stockholm als trängselskatt und in London als London Congestion Charge bezeichnet[5]
- eine Umlage der Kosten auf alle Einwohner oder Haushalte,[5] ggf. mit Anrechnung des gezahlten Betrags auf den Kauf von Fahrscheinen;
- eine Pendlerabgabe für Unternehmen;[5] In Wien wurde etwa 1970 die Dienstgeberabgabe (auch U-Bahn-Steuer genannt) geschaffen, bei der der Dienstgeber pro Person unter 55 Jahren, die mehr als 10 Wochenstunden für ihn arbeitet, eine Abgabe zur Mitfinanzierung der U-Bahn Wien zu entrichten hat.[6][7] In Frankreich wurde eine Transportabgabe (versement mobilité) eingeführt: Unternehmen mit mehr als neun[8] Mitarbeitern müssen zwischen 0,55 und 2,95 % der Lohnsumme zur Förderung des ÖPNV entrichten. 2010 deckte der versement transport 44,2 % der Ausgaben für den städtischen Verkehr und war damit das wichtigste Finanzierungsinstrument im ÖPNV Frankreichs.[6]
- eine Großveranstaltungsabgabe etwa in Form von Kombitickets;[5]
- eine Nahverkehrsabgabe auf den Handel;[9] In New York wird auf Wareneinkäufe ein Zuschlag von 0,375 % für den öffentlichen Nahverkehr der MTA erhoben.[10]
- ein Bürgerticket ähnlich dem Semesterticket für Studenten.

Auch weitere Maßnahmen wie eine Erhöhung der Parkgebühren zum Zweck der Lenkung des Verkehrsverhaltens werden im Zusammenhang von Nahverkehrsabgaben betrachtet. Unterschiedlich wird in Deutschland seitens der Verkehrswissenschaft die Frage bewertet, inwieweit die Erhebung einer Nahverkehrsabgabe rechtlich zulässig ist. Bislang nicht abschließend geklärt ist, ob in Deutschland eine Nahverkehrsabgabe zum Beispiel als Beitrag, Gebühr, Sonderabgabe, oder Steuer erhoben werden kann.
Bislang wird in Deutschland keine Nahverkehrsabgabe erhoben; lediglich Semestertickets und einzelne Beispiele eines ÖPNV-Beitrags im Rahmen der Kurtaxe werden in diesem Zusammenhang als vergleichbar genannt. Die Diskussion um eine (allgemeine) Nahverkehrsabgabe, die in Deutschland weitgehend als eine Umweltabgabe betrachtet worden ist, kam Ende der 1990er Jahre weitgehend zum Erliegen. Als Gründe hierfür werden unter anderem die Diskussion um den „Standort Deutschland“ sowie das Bundesverfassungsgerichtsurteil zum Kohlepfennig genannt. Vereinzelt wurde vorgeschlagen, Kommunen durch Landesgesetz zu ermächtigen, eine Nahverkehrsabgabe als lokal respektive regional einsetzbares Finanzierungsinstrument zu erheben. In den letzten Jahren wurde in der Kommunalpolitik einzelner Städte die Möglichkeit ins Gespräch gebracht, eine Nahverkehrsabgabe oder ein Bürgerticket einzuführen. Vereinzelt wurde erwogen, beim Bund per „Experimentalklausel“ eine Ausnahmegenehmigung zu beantragen.
Die SPD in Bremen schlug im März 2021 vor, den dortigen ÖPNV für Einwohner der Stadt ab 2023 fahrscheinfrei zu machen. Finanziert werden soll dies durch einen Mobilitätszuschlag, der mit der Grundsteuer eingezogen werden soll. Er würde ca. 14 Euro pro Haushalt und Monat betragen. In einem später vorgelegten Konzept war von 18 Euro pro Monat und Haushalt die Rede.
Im Land Salzburg zahlen Touristen ab Mai 2025 einen Mobilitätsbeitrag von zunächst 50 Cent pro Tag (ab Mai 2027 1,10 Euro/Tag) und können dafür alle öffentlichen Verkehrsmittel im Bundesland gratis nutzen.
In Rostock zahlen Übernachtungsgäste, die zu Erholungszwecken anreisen, eine Kurabgabe von 3,70 Euro bzw. 1,45 Euro (Kinder und Behinderte) pro Tag. Dafür erhalten sie eine GästeCard, mit der der ÖPNV im Verkehrsverbund Warnow kostenfrei nutzbar ist.

### Einheitstarif
Der Fahrpreis ist innerhalb des Tarifgebietes immer derselbe, das heißt, er ist unabhängig von der darin zurückgelegten Relation. Beispiel: einheitlicher Stadttarif innerhalb eines gesamten Stadtgebietes.

### Einsteigetarif / Umsteigetarif
Es gilt ein fester Fahrpreis für die Nutzung des Verkehrsmittels unabhängig von der darin zurückgelegten Strecke. Häufig gibt es bei diesem Tarifsystem auch einen zusätzlichen Umsteigetarif, der dazu berechtigt, gegen einen Aufpreis in ein weiteres Verkehrsmittel des Verkehrsunternehmens umzusteigen. Dieses Tarifsystem ist bis heute noch vor allem in den Vereinigten Staaten („Pay-per-Ride“ mit „Transfer Ticket“) und in Osteuropa verbreitet.

### Kurzzeittarif
Der Fahrpreis wird danach bestimmt, wie lange der Fahrgast die Verkehrsmittel eines Verkehrsunternehmens nutzen darf. Diese Tarife gehören zu den Zeitkarten, sie gelten daher auch für Rück- und Rundfahrten und erlauben beliebiges Umsteigen sowie Fahrtunterbrechungen. In Bratislava und Ostrava werden beispielsweise Tickets für 15 und 60 Minuten angeboten, die dort Kurzstrecken- und Einzelfahrkarten in Kombination mit einem Einheitstarif für das jeweilige Stadtgebiet ersetzen. Bei der Straßenbahn Liepāja, die nur aus einer Linie besteht, werden Fahrscheine mit einer Geltungsdauer von 24 Minuten ausgegeben. Dies reicht exakt aus, um von Endstation zu Endstation fahren zu können.

### Relationstarif
Der Fahrpreis wird für jedes Haltestellenpaar (das heißt für jede Kombination von Start- und Zielhaltestelle) im Tarifgebiet gesondert festgelegt.

### Kilometertarif
Der Fahrpreis berechnet sich nach der zwischen Start- und Zielhaltestelle zurückgelegten Strecke. Basis für diese Berechnung ist der sogenannte Tarifkilometer. Ein Beispiel dafür ist der Südtirol Pass.

### Haltestellentarif
Der Fahrpreis berechnet sich nach der Zahl an Haltestellen, die zwischen Start- und Zielhaltestelle zurückgelegt werden. Wegen der Übersichtlichkeit werden solche Tarife oft für Kurzstreckenfahrkarten über eine bis sechs Stationen angewendet, oft ohne Umsteigeberechtigung.

### Tarifkantentarif
Zwischen Start- und Zielhaltestelle werden einzelne Streckenabschnitte befahren. Jedem dieser Streckenabschnitte ist eine bestimmte Zahl von Tarifeinheiten zugeordnet. Der Fahrpreis berechnet sich dann nach der Summe der den einzelnen Streckenabschnitten zugewiesenen Tarifeinheiten (Beispiel: Tarifsystem des ZVON).

### Teilstreckentarif
Der Fahrpreis berechnet sich nach der Zahl der durchfahrenen Teilstrecken. Teilstrecken teilen eine Verkehrslinie in mehrere Abschnitte ein, die durch Teilstreckenpunkte (Zahlgrenzen) voneinander abgetrennt werden. Die Teilstreckenpunkte fallen typischerweise mit bestimmten Haltestellen an der durchfahrenen Strecke zusammen. Es ist aber ebenso möglich, dass ein oder mehrere Teilstreckenpunkte zwischen zwei Haltestellen auf freier Strecke liegen.

### Flächenzonentarif
Der Fahrpreis berechnet sich nach der Zahl der zwischen Start- und Zielhaltestelle durchfahrenen Tarifzonen. Es gibt sehr unterschiedliche Formen, wie Tarifzonen aufgebaut werden können: Ringzonen (vor allem in monozentrisch ausgerichteten Tarifräumen), Waben (vor allem in polyzentrisch ausgerichteten Tarifräumen) oder Tarifgebiete, die sich beispielsweise an Verwaltungsgrenzen orientieren. Im weiteren Sinne zählen auch Gesamtnetzkarten von Verkehrs- oder Tarifverbünden und Ländertickets zu den auf Flächenzonen beruhenden Tarifen.
Flächenzonen können sich überschneiden oder nebeneinander – auch ausschließlich – angeordnet werden. Orientieren sich diese an kommunalen Verwaltungsgrenzen, dann liegen die Tarifgrenzen sehr häufig zwischen den Haltestellen bzw. Bahnhöfen. Damit wird der Kauf von Anschlussfahrkarten zur Weiterfahrt über den jeweiligen Geltungsbereich der Zeitkarten erschwert, wenn die letzte Haltestelle im jeweiligen Tarifgebiet als Tarifgrenze gilt. In diesem Fall kommt es ohne ein Angebot an besonderen Anschlusskarten zu Doppeltarifierungen, da Ergänzungstickets spätestens an der Tarifgrenze gelöst werden müssen. Einige auf kommunalen Grenzen basierende Tarifsysteme vermeiden sämtliche Überlappungen und sogar die Zugehörigkeit einzelner Haltestellen zu mehr als einem Tarifgebiet (beispielsweise in Ostwestfalen-Lippe).

### Kurzstreckentarif
Im Zusammenhang mit Flächenzonentarifen wird häufig ein Kurzstreckentarif angeboten, der ansonsten zu hohe Fahrpreise für kurze Fahrten über eine Tarifzonengrenze hinweg ausgleichen soll. Eine Kurzstrecke wird meist anhand einer festgelegten Zahl der Haltestellen definiert, wobei in Verkehrsmitteln mit großen Haltestellenabständen wie S-Bahnen oder U-Bahnen meist weniger Haltestellen zurückgelegt werden dürfen. In anderen Fällen wird eine Kilometergrenze festgelegt, anhand eines Aushangs an der Haltestelle kann der Fahrgast dann entnehmen, welche Haltestellen er mit einem Kurzstreckenfahrschein erreichen kann. Weiter darf mit Kurzstreckenfahrscheinen oft nicht umgestiegen werden.

### Mischtarife
Hierbei werden mehrere Tarifsysteme miteinander kombiniert, beispielsweise ein Einheitstarif für Stadtverkehre mit einem Kilometertarif für Regionalstrecken oder einem Flächenzonentarif.

### Berg- und Taltarif
Bei Bergbahnen ist es üblich, die Talfahrt günstiger anzubieten als die Bergfahrt. Vereinzelt war dieses Modell auch bei Straßenbahnen anzutreffen die größere Höhenunterschiede überwanden. So zum Beispiel bei der Straßenbahn Esslingen–Nellingen–Denkendorf zwischen 1926 und 1952.

### Einheimischentarif
Bei touristisch geprägten Bahnen wird Ortsansässigen häufig ein günstigerer Tarif eingeräumt. So zum Beispiel bei der früheren Strassenbahn St. Moritz, wo Einheimische nur die Hälfte des Fahrpreises entrichten mussten.

### Sondertarif für Oberleitungsbusse

Lochentwerter-Fahrkarten mit nach Verkehrsmittel gestaffeltem Tarif aus der rumänischen Hauptstadt Bukarest, ausgegeben in den 1980er Jahren

Typisch für die realsozialistischen Staaten des Rates für gegenseitige Wirtschaftshilfe (RGW) war es, dem Oberleitungsbus einen eigenen Tarif zuzuweisen. Dieser war dann günstiger als der Autobus, aber teurer als die Straßenbahn, oder aber mit Letzterer tariflich gleichgestellt.